# Бехарка
Бехарка (рум. Beharca) — село у повіті Долж в Румунії. Входить до складу комуни Коцофеній-дін-Фаце.
Село розташоване на відстані 191 км на захід від Бухареста, 16 км на північний захід від Крайови.

## Населення
За даними перепису населення 2002 року у селі проживали 356 осіб, усі — румуни. Усі жителі села рідною мовою назвали румунську.